# Alan Schneider
Alan Schneider (Charkiv, 28 novembre 1917 – Londra, 3 maggio 1984) è stato un regista statunitense.
Regista teatrale di origine russa, fu il primo ad avvertire, nell'immediato dopoguerra, la necessità di un rinnovamento del teatro americano, e quindi di proporre nuovi autori e nuove tendenze.
I lavori drammatici di Arthur Miller, di Samuel Beckett, di Edward Albee, di Harold Pinter, ecc., hanno trovato in Schneider un realizzatore di eccezione, capace di mettere in risalto tutte le nuove forme espressive, e quindi di interessare ed avvicinare al teatro moderno il grosso pubblico.
Per il cinema ha realizzato, nel 1965, il cortometraggio Film, su soggetto di Samuel Beckett, interpretato da Buster Keaton e fotografato da Boris Kaufman, fratello di Dziga Vertov.